# Mohamed Diab Al-Attar
Mohamed Diab Al-Attar, detto Ad-Diba (in arabo محمد الديبه دياب العطار‎?; Alessandria d'Egitto, 17 novembre 1927 – Alessandria d'Egitto, 30 dicembre 2016), è stato un calciatore e arbitro di calcio egiziano, di ruolo attaccante.

## Carriera

### Calciatore

#### Club
Ha giocato per la sua intera carriera agonistica nell'Al-Ittihad Alessandria, con cui ha vinto nel 1948 una Coppa d'Egitto.

#### Nazionale
Con la nazionale egiziana ha partecipato a due tornei calcistici olimpici consecutivi, nel 1948 a Londra e nel 1952 ad Helsinki, senza però essere mai impiegato. Nel 1948 fu eliminato agli ottavi di finale dalla Danimarca, mentre nell'edizione seguente, dopo aver superato il turno di qualificazione, furono sconfitti dalla Germania Ovest.
Nel 1957 fu l'assoluto protagonista della prima edizione della Coppa d'Africa, segnando 5 reti, di cui quattro nella finale vinta contro l'Etiopia.

### Arbitro
Lasciato il calcio giocato divenne un affermato arbitro. Tra i più importanti incontri internazionali arbitrati c'è la finale della Coppa delle nazioni africane 1968 ed alcuni incontri per le qualificazioni ai mondiali.

## Statistiche

### Cronologia presenze e reti in nazionale[3]
| Cronologia completa delle presenze e delle reti in nazionale ― Egitto | Cronologia completa delle presenze e delle reti in nazionale ― Egitto | Cronologia completa delle presenze e delle reti in nazionale ― Egitto | Cronologia completa delle presenze e delle reti in nazionale ― Egitto | Cronologia completa delle presenze e delle reti in nazionale ― Egitto | Cronologia completa delle presenze e delle reti in nazionale ― Egitto | Cronologia completa delle presenze e delle reti in nazionale ― Egitto | Cronologia completa delle presenze e delle reti in nazionale ― Egitto |
| Data                                                                  | Città                                                                 | In casa                                                               | Risultato                                                             | Ospiti                                                                | Competizione                                                          | Reti                                                                  | Note                                                                  |
| --------------------------------------------------------------------- | --------------------------------------------------------------------- | --------------------------------------------------------------------- | --------------------------------------------------------------------- | --------------------------------------------------------------------- | --------------------------------------------------------------------- | --------------------------------------------------------------------- | --------------------------------------------------------------------- |
| 10-2-1957                                                             | Khartoum                                                              | Sudan                                                                 | 1 – 2                                                                 | Egitto                                                                | Coppa d'Africa 1957 - Semifinali                                      | 1                                                                     |                                                                       |
| 15-2-1957                                                             | Khartoum                                                              | Egitto                                                                | 4 – 0                                                                 | Etiopia                                                               | Coppa d'Africa 1957 - Finale                                          | 4                                                                     |                                                                       |
| Totale                                                                |                                                                       | Presenze                                                              | 2+                                                                    |                                                                       | Reti                                                                  | 5+                                                                    |                                                                       |

## Palmarès

### Club
- Coppa d'Egitto: 1

Al Ittihad Alessandria: 1948

### Nazionale
- Coppa d'Africa: 1

Sudan 1957